# Рождество (рассказ)
«Рождество» — рассказ Владимира Набокова, относящийся к русскому периоду его творчества. Был написан в 1924 году и опубликован (под псевдонимом В. Сирин) в 1925 году, вошёл в состав сборника «Возвращение Чорба» (1929).

## Сюжет
Главный герой рассказа — мужчина по фамилии Слепцов, оплакивающий умершего от болезни сына-подростка. Накануне Рождества он привозит гроб с телом из Петербурга в свою деревенскую усадьбу и после похорон предаётся воспоминаниям. В комнате сына Слепцов находит его коллекцию бабочек и дневник, в котором видит упоминания о любви к девочке с одной из соседних дач. Он приносит ящик с вещами сына в тёплый флигель и ставит его рядом с рождественской ёлкой. В тот самый момент, когда герой решает покончить с собой, происходит чудо: из казавшегося окаменевшим кокона появляется и расправляет крылья огромная ночная бабочка, индийский шелкопряд.

## История текста
«Рождество» было написано в Берлине до 13 декабря 1924 года. В январе 1925 года года оно увидело свет в берлинской газете русских эмигрантов «Руль». В 1929 году автор включил рассказ в сборник «Возвращение Чорба». Впоследствии, публикуя перевод «Рождества» на английский язык, он написал, что этот рассказ «странным образом напоминает тип шахматной задачи, известной как „обратный мат“»: такие задачи предполагают, что белые должны заставить чёрных поставить мат за определённое количество ходов. По словам писателя, «Слепцов ставит мат своему собственному отчаянию».

## Критика
Биограф Набокова Брайан Бойд считает «Рождество» лучшим из рассказов Набокова, написанных к началу 1925 года. Юрий Левинг видит здесь попытку писателя справиться с потерей отца: используя характерный для его творчества зеркальный принцип, Набоков концентрируется на переживаниях человека, потерявшего сына.